# La Chailleuse
La Chailleuse – gmina we Francji, w regionie Burgundia-Franche-Comté, w departamencie Jura. W 2013 roku liczba ludności na terenie obecnej gminy wynosiła 604 mieszkańców. 
Gmina została utworzona 1 stycznia 2016 roku z połączenia czterech wcześniejszych gmin: Arthenas, Essia, Saint-Laurent-la-Roche oraz Varessia. Siedzibą gminy została miejscowość Arthenas.